# Дворник Юрій Володимирович
Юрій Володимирович Дво́рник (9 травня 1939, Шемишейка — 2021) — український графік, скульптор, медальєр і педагог; член Спілки радянських художників України з 1990 року.

## Біографія
Народився 9 травня 1939 року у селі Шемишейці Шемишейського району Пензенської області (нині Російська Федерація). 1960 року закінчив Дрогобицький педагогічний інститут.
Після здобуття вищої освіти учителював. У 1961—1965 роках працював оформлювачем у Стриї і Львові; у 1967—1971 роках — на Львівській експериментальній кераміко-скульптурній фабриці. Одночасно навчався у Львівському інституті прикладного та декоративного мистецтва, який з відзнакою закінчив 1971 року. Був учнем Валентина Борисенка, Дмитра Кравича, Івана Самотоса, Володимира Черкасова. Дипломна робота — декоративна пластика «Слов'янський Олімп» (керівник Володимир Башло, оцінка — відмінно).
З 1971 року викладав у Львівському інституті прикладного та декоративного мистецтва (з 1997 року — доцент кафедри рисунка). Серед учнів: Аксьонов Вадим Юрійович, Гай Сергій Сергійович, Жук Роман Васильович, Зайцева Тетяна Вадимівна, Коровай Олександр Олександрович.
Мешкав у Львові в будинку на вулиці Сніжній, № 7, квартира № 15. Помер у 2021 році.
Помер у Львові, похований на 42 полі Янівського цвинтаря.

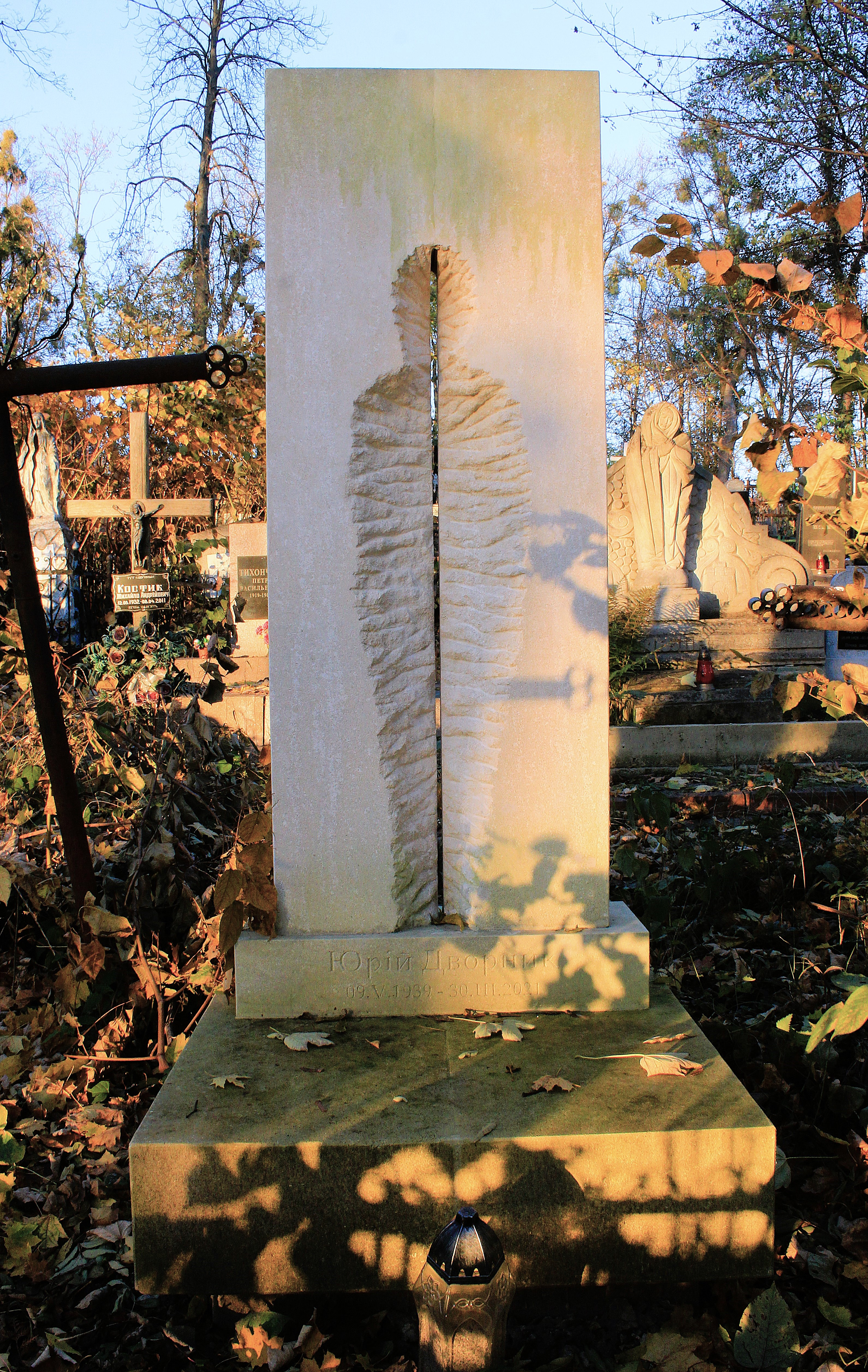
Пам'ятник на могилі графіка Юрія Дворника.

## Творчість
Працював у галузях графіки, скульптури, медальєрного мистецтва. Серед робіт:
- серії медалей «Сад» (1973—1978);
- портретні медалі «Агітатор» (1976), «Чопівець» (1977), «Мігел де Сервантес Саваедра», «Джалаледдін Румі», «Данте», «Діонісій», «Кіндрат Рилєєв», «Лев Толстой», «Іван Скоропадський», «П. Гехт», «Фрідріх Ніцше», «Микола Гоголь» (1972–99), «Поет і Муза» (1998);
- композиції «Непереможний» (1975), «Ікар» (1978), «Нескорений» (1981), «Балеринка» (1994);
- портрети «Егеній Дога», «Володимир Висоцький» (обидва — 1994), «Ернст Барлах», «І. Малахов» (обидва — 1995), «Студент» (1996);
- декоративні композиції у камені «Ладо-Живу» (1992), «Піґмаліон» (2000).

Брав участь в обласних, всеукраїнських, всесоюзних, міжнародних художніх виставках з 1974 року. Персональні виставки відбулися у Вроцлаві у 1999 році та у  Музеї Львівської національної академії мистецтв у 2015 році.
Автор навчального посібника «Жива вода рисунка» (Тернопіль, 2009). 
Окремі роботи зберігаються у Третьяковській галереї у Москві.